# Вокзал Басмане
Вокзал Басмане (тур. Basmane Garı) — главный железнодорожный вокзал Измира, Турция. Конечная станция всех поездов турецких железных дорог измирского направления. Железнодорожное сообщение осуществляеться ежедневно со столицей страны Анкарой, городами Бандырма, Конья, Денизли, Сёке, Тире и Одемишем. Название произошло от турецкого печатный дом — Basma hane. 

## История

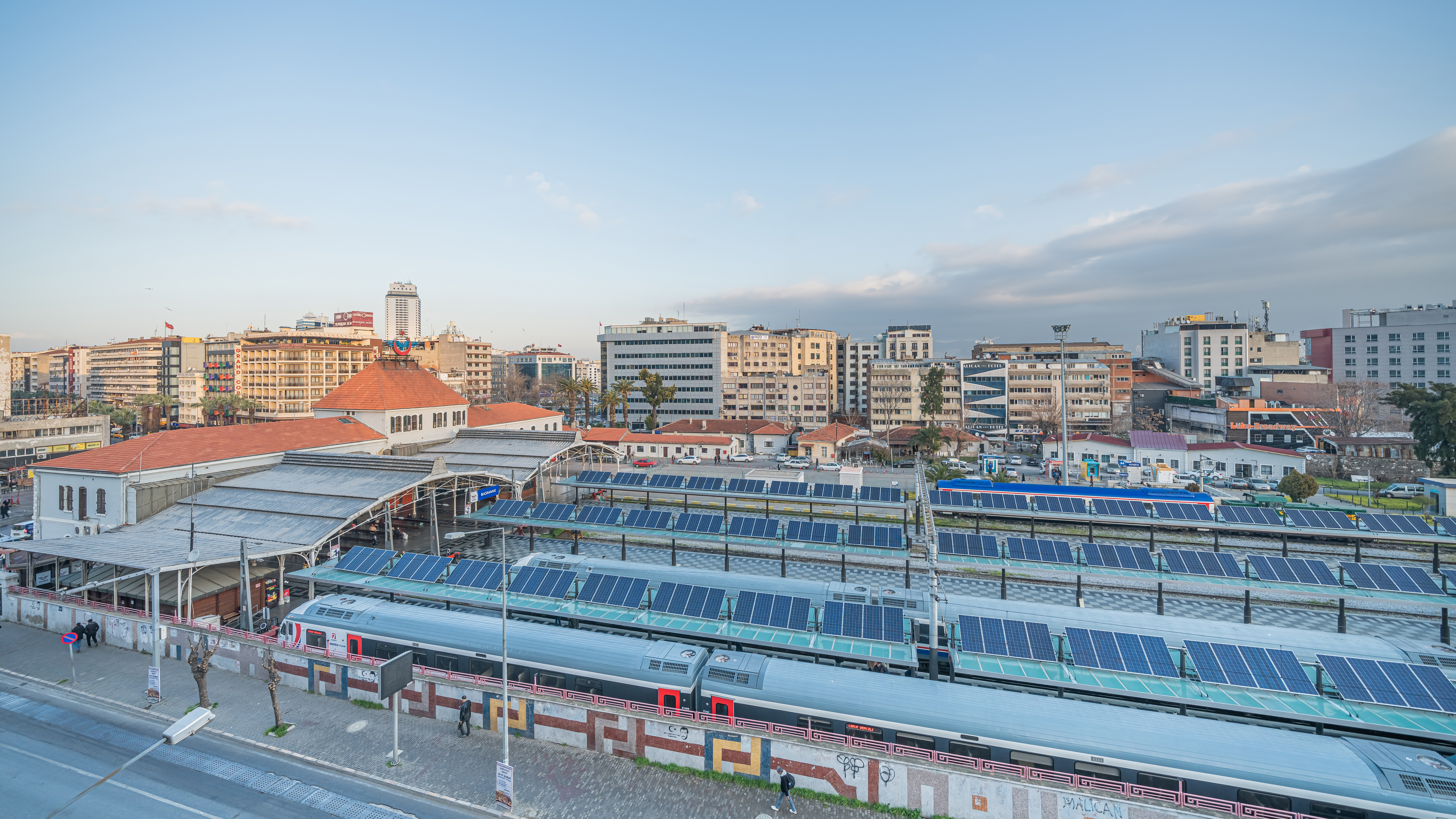
Пути Вокзала Басмане, освещаемые экологичными солнечными батареями.

После того как Османская железнодорожная компания построила первый вокзал города Алсанджак, спрос на железные дороги в Измире вырос. 4 июля 1863 года было запланировано строительство ветки от Измира до Тургутлу (тогда Кассаба). Строительство началось в 1864 году и завершилось в 1866 году. Станция открылась 25 октября 1866 года. 
В 2001 году пути были электрифицированы. В 2006 году вокзал был отремонтирован и закрыт для обслуживания пассажиров. В 2009 году возобновилось пассажирское сообщение.

### Пересадка на станцию метро
Под вокзалом находится одноимённая станция метро. Станция находится на линии Фахреттин Алтай — Эвка 3 Измирского метрополитена. Метро построено таким образом, чтобы входы и выходы были в шаговой доступности от вокзала Басмане.
Станция Басмане была открыта 22 мая 2000 г.

### Маршруты
| Перевозочная компания Турецкой железной дороги ТДЖДД Ташымаджылык - TCDD Taşımacılık | Перевозочная компания Турецкой железной дороги ТДЖДД Ташымаджылык - TCDD Taşımacılık | Перевозочная компания Турецкой железной дороги ТДЖДД Ташымаджылык - TCDD Taşımacılık |
| Маршрут                                                                              | Посадочные станции в пределах Измира                                                 | Периодичность                                                                        |
| ------------------------------------------------------------------------------------ | ------------------------------------------------------------------------------------ | ------------------------------------------------------------------------------------ |
| Измир-Анкара                                                                         | Чигли, Менемен                                                                       | 1 раз в день                                                                         |
| Измир-Конья                                                                          | Чигли, Менемен                                                                       | 1 раз в день                                                                         |
| Измир-Бандырма, Экспресс Алты Эйлюль                                                 | Чигли, Менемен                                                                       | 1 раз в день                                                                         |
| Измир-Бандырма, Экспресс Он Еди Эйлюль                                               | Чигли, Менемен                                                                       | 1 раз в день                                                                         |
| Измир-Эскишехир                                                                      | Чигли, Менемен                                                                       | 1 раз в день                                                                         |
| Измир-Ыспарта                                                                        | Газиэмир                                                                             | 1 раз в день                                                                         |
| Измир-Денизли                                                                        | Газиэмир                                                                             | 5 раз в день                                                                         |
| Измир-Одемиш                                                                         | Газиэмир                                                                             | 5 раз в день                                                                         |
| Измир-Тире                                                                           | Газиэмир                                                                             | 4 раза в день                                                                        |
| Измир-Ушак                                                                           | Чигли                                                                                | 2 раза в день                                                                        |
| Измир-Алашехир                                                                       | Чигли                                                                                | 2 раза в день                                                                        |
| Измир-Назилли                                                                        | Газиэмир                                                                             | 1 раз в день                                                                         |

## Близлежащие достопримечательности
- Культурпарк